# イリュージョニスト (ミュージカル)
「イリュージョニスト」は、マイケル・ブルース作曲のミュージカルである。
スティーヴン・ミルハウザー作の短編小説 Eisenheim the Illusionist と2006年公開の映画「幻影師アイゼンハイム」(原題：The Illusionist )を原作とする。19世紀末のオーストリア＝ハンガリー帝国のウィーンを舞台とする。2021年1月、コロナ禍の影響でコンサートバージョンで初演された。2025年フルバージョンで再演。

## 主な登場人物
- アイゼンハイム
- 皇太子 レオポルド
- 公爵令嬢 ソフィー
- 警部 ウール
- 興行主 ジーガ

## 初演時・再演時のキャスト
- 海宝直人（アイゼンハイム役）[2]。
- 成河（レオポルド役）[4]
- 愛希れいか（ソフィー役）
- 栗原英雄（ウール役）
- 濱田めぐみ（ジーガ役）

## 主なスタッフ
- 脚本／ピーター・ドシャン
- 作詞・作曲／マイケル・ブルース
- 演出／トム・サザーランド（英語版）